# Crematogaster queenslandica
Crematogaster queenslandica är en myrart som beskrevs av Auguste-Henri Forel 1902. Crematogaster queenslandica ingår i släktet Crematogaster och familjen myror.

## Underarter
Arten delas in i följande underarter:
- C. q. froggatti
- C. q. gilberti
- C. q. queenslandica
- C. q. rogans
- C. q. scabrula

## Bildgalleri

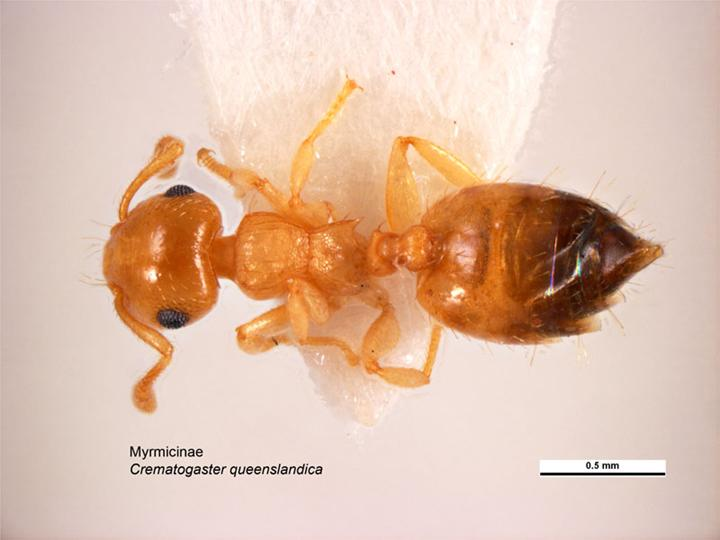